# Ouvrage de La Ferté
Vous lisez un « bon article » labellisé en 2012.
Pour les articles homonymes, voir La Ferté (homonymie).
L'ouvrage de La Ferté est un ouvrage fortifié de la ligne Maginot situé sur les communes de Villy et de La Ferté-sur-Chiers, dans le département des Ardennes. L'édifice, bâti au sommet d'une colline (cote 215) ayant pour nom « La Croix de Villy », est parfois appelé « ouvrage de Villy-La Ferté ».
C'est un petit édifice destiné à l'infanterie, comptant deux blocs reliés entre eux par une galerie souterraine. Construit à partir de 1935, le bâtiment fut endommagé par les combats de mai 1940. C'est l'un des points les plus célèbres de la ligne, marquant la limite septentrionale de la ligne fortifiée et constituant le premier ensemble attaqué par les Allemands. Ce petit fort sans grande puissance de feu (des mitrailleuses, des fusils mitrailleurs, des goulottes lance-grenades et quelques canons antichar de petit calibre), fut longé par le nord, puis pilonné par plus de 250 canons allemands. Il ne bénéficia pas de l'appui des deux casemates censées l'épauler, équipées de canons de 75 mm mais prématurément abandonnées. Durant la nuit du 18 au 19 mai 1940, il fut attaqué par l'ouest alors qu'il était conçu pour se défendre contre des attaques venant du nord et de l'est. L'intégralité de sa garnison fut anéantie.

## Description

### Position sur la ligne Maginot
Faisant partie du « sous-secteur de la tête de pont de Montmédy » du secteur fortifié de Montmédy, l’ouvrage de La Ferté était intégré à la ligne principale de résistance de la ligne Maginot. Il est situé entre la casemate d'intervalle de l'Aveney (une casemate construite par la main-d’œuvre militaire selon les plans du Service technique du génie (STG) entre 1937 et 1940 à côté du village de Villy) située à l'ouest et celle de Margut (une casemate dite CORF, du nom de la Commission d'organisation des régions fortifiées) à l'est. Enfin, il était à portée de tir des canons du gros ouvrage du Chesnois plus à l'est. À proximité immédiate de l'ouvrage se trouvent les deux casemates STG d'artillerie de Villy Ouest et de Villy Est (chacune armée d'un canon de 75 mm modèle 1897/1933).
La tête de pont de Montmédy compte quatre ouvrages : outre La Ferté, il y a Le Chesnois (composé de six blocs), Thonnelle (quatre blocs) et Vélosnes (cinq blocs). Le Chesnois et Vélosnes étaient des ouvrages d'artillerie ; les deux autres étaient des ouvrages d'infanterie. À ces quatre ouvrages s'ajoutaient douze casemates simples ou doubles.
L'ouvrage de La Ferté et l'ouvrage du Chesnois sont les deux ouvrages septentrionaux du secteur fortifié, à l'extrémité de la ligne continue d'ouvrages allant du secteur de Montmédy jusqu'au secteur fortifié de Haguenau (sur le versant alsacien des Vosges). Plus au nord-ouest, le secteur appelé secteur défensif des Ardennes s'appuie sur des fortifications bien plus légères, composées de petits blockhaus disséminés. La percée allemande de mai 1940 s'est faite à travers ce secteur défensif des Ardennes.

### Garnison
L'ouvrage de La Ferté accueillait cent six soldats, dont trois officiers, neuf sous-officiers et quatre-vingt-quatorze hommes de troupe. Aux soixante-quinze fantassins du 155e régiment d'infanterie de forteresse étaient associés des électromécaniciens du 3e régiment du génie, des téléphonistes du 18e régiment de génie et cinq artilleurs du 169e régiment d'artillerie de position en qualité d'observateurs. L'ensemble de l'effectif était dirigé par le lieutenant Maurice Bourguignon. Ce jeune officier avait pris cette responsabilité le 20 mars 1940, après avoir commandé la casemate double de Thonne-le-Thil, toujours sur la ligne Maginot.

### Équipement

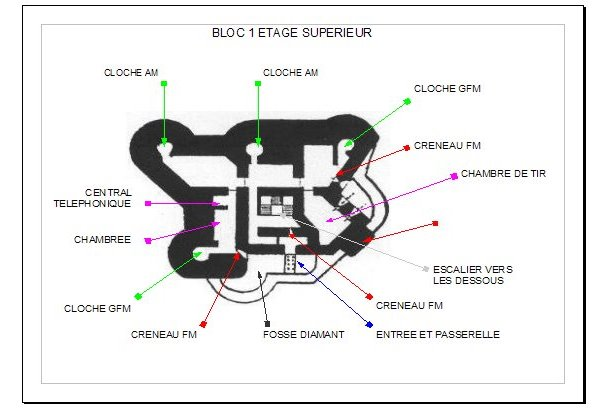
Étage supérieur du bloc 1.

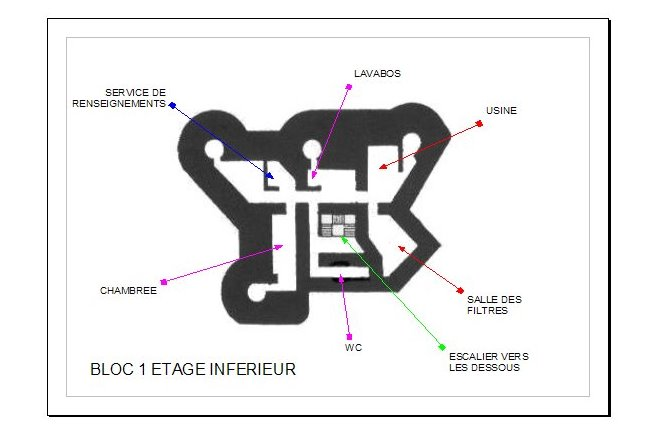
Étage inférieur du bloc 1.

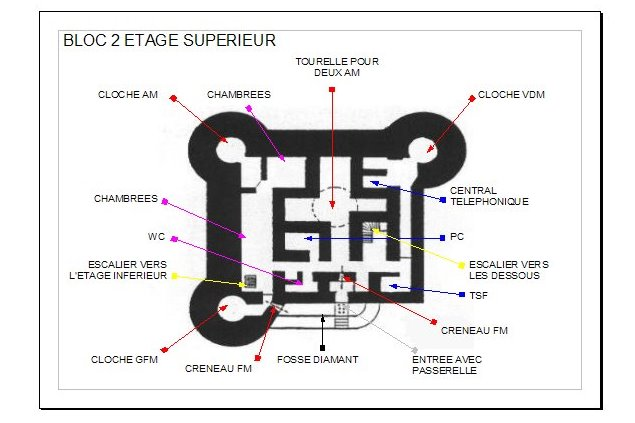
Étage supérieur du bloc 2.

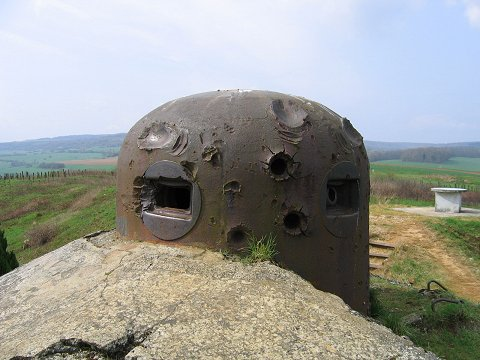
Cloche GFM (guetteur fusil mitrailleur) du bloc 2.

Lorsqu'il était opérationnel, le bloc 1 servait de casemate d'infanterie et en même temps d'entrée principale. L'étage supérieur était équipé d'une entrée fermée par une grille derrière laquelle se trouvait un créneau de fusil-mitrailleur (FM) de 7,5 mm. La porte blindée était placée en chicane. L'entrée était également protégée par un fossé diamant défendu à nouveau par un fusil mitrailleur placé en caponnière et une goulotte lance-grenades. La chambre de tir était elle-même précédée par un fossé diamant défendu là encore par fusil mitrailleur en caponnière et une goulotte lance-grenades. Elle possédait un créneau pour JM/AC 47 (un jumelage de mitrailleuses pouvant laisser place à un canon antichar de 47 mm), et un deuxième créneau pour un autre jumelage de mitrailleuses. En plus de la chambre de tir, se trouvaient au même étage un réservoir d'eau, une chambre de repos de quatre lits et le central téléphonique. À l'étage inférieur du bloc 1 se trouvaient une chambre de repos de quatorze lits, les groupes électrogènes (deux moteurs Diesel CLM 108 monocylindres à deux pistons opposés de 25 ch, couplés chacun à une génératrice), la salle des filtres ou « salle de neutralisation » des gaz de combat, la chambre du lieutenant Bourguignon, un poste de commandement avec le service de renseignements, et l'escalier (desservant les deux étages et la galerie souterraine).
L'ensemble était surmonté de deux cloches GFM (guetteur fusil mitrailleur) et de deux cloches AM (arme mixte : canon antichar de 25 mm et jumelage de mitrailleuses). Un projecteur à l'extérieur, sous abri bétonné avec porte blindée, complétait le dispositif.
Le bloc 2 avait une structure similaire mais un peu plus ramassée. L'étage supérieur comprenait une entrée secondaire pourvue du même dispositif que l'entrée du bloc 1, trois chambres de repos pour un total de 30 lits, le local radio (l'antenne de 14 mètres de cuivre était fixée sur la façade), le local téléphonique. À l'étage inférieur, de superficie réduite, étaient installés essentiellement le groupe électrogène (produisant le courant), la salle des filtres et un réservoir d'eau de consommation.
Sur les dessus se trouvaient une tourelle pour deux armes mixtes (tourelle AM), une cloche GFM, une cloche VDP (vue directe et périscopique, la seule de la tête de pont de Montmédy) et une cloche d'arme mixte. La tourelle AM était une tourelle à éclipse et pouvant tirer dans toutes les directions, contrairement aux autres dispositifs. C'était un monstre d'acier d'un poids de 135 tonnes, dont 49,6 tonnes de masse mobile, servi par une vingtaine d'hommes.
Les deux blocs étaient reliés par une galerie souterraine, placée 19 mètres en dessous du bloc 1 (soit 130 marches à descendre), et 28,60 mètres en dessous du bloc 2 (soit 167 marches). Cette galerie faiblement éclairée s'étirait sur plus de 270 mètres, coudée et fermée par des portes étanches. Elle desservait quelques locaux techniques, notamment une cuisine, une laverie, un magasin aux vivres, une réserve à charbon, une infirmerie, un puits, une arrivée de câble téléphonique, et un magasin à munitions. Le même escalier permettant de passer du bloc 1 à la galerie de liaison menait également à une galerie de 80 mètres de long, l'égout visitable. Sous le dallage de béton de ce couloir s'écoulaient les eaux usées de l'ouvrage, qui se jetaient ensuite dans la Chiers.

## Histoire

### Construction initiale

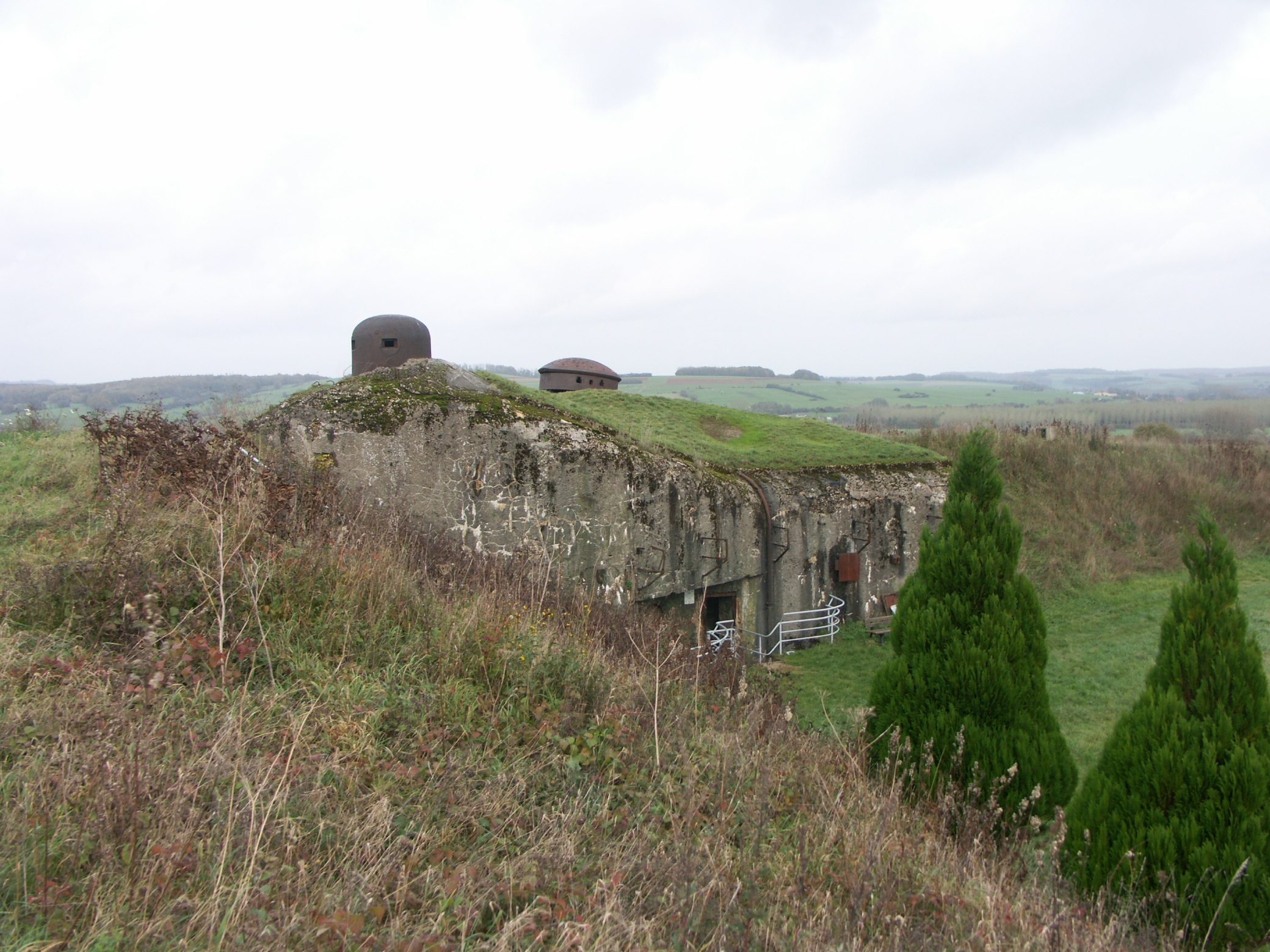
Le bloc 2.

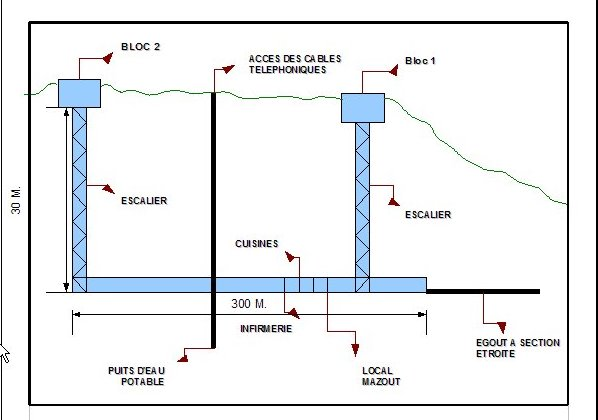
Plan de profil.

La tête de pont de Montmédy, partie la mieux organisée du secteur fortifié de Montmédy (le reste du secteur étant formé de fortifications de campagne), représente une extension de la ligne Maginot vers l'ouest. Elle appartient aux « nouveaux fronts » (appelés aussi « second cycle ») de la ligne. Ces nouveaux fronts sont financés par la loi-programme votée le 6 juillet 1934, allouant 1 275 millions de francs aux fortifications, permettant la construction entre 1935 et 1938, alors que l'Allemagne réarme (depuis 1933, le service militaire y est rétabli le 16 mars 1935) et que la Belgique proclame sa neutralité (le 14 octobre 1936). Ces tronçons de fortification complètent la ligne dans le Nord (secteurs de l'Escaut et de Maubeuge), la Meuse (tête de pont de Montmédy) et la Moselle (secteurs de la Sarre et de Rohrbach).
Le premier plan de masse (qui définit la mission et la position précise de l'ouvrage) date du 16 mars 1934. Il est remanié le 30 juin 1934 puis le 8 mai 1935. Le plan d'implantation est du 29 juillet 1935. La construction débute en septembre 1935. Les travaux de bétonnage, menés par une entreprise d'Antibes, Chanel, occupent une centaine d'ouvriers, travaillant par tous les temps en raison du coulage continu du béton. Ils sont suivis des travaux de blindage et cuirassement, menés par les spécialistes d'une entreprise d'Argenteuil, Lagache et Glazmann, connue par ailleurs pour son expertise sur les carrosseries de voitures de sport dans l'entre-deux-guerres. Outre les aménagements intérieurs et l'installation des matériels militaires, un élément important de la construction de l'ouvrage est aussi la pose du réseau téléphonique le reliant aux autres ouvrages. Cette pose est effectuée par une entreprise parisienne, GT, Garczynski et Traploir. La construction se termine en décembre 1937. La livraison à l'armée est effectuée le 1er janvier 1938.
L'ouvrage résulte d'un compromis entre un projet initial, prévoyant trois blocs, deux blocs de combats et un bloc d'entrée, et un impératif budgétaire imposé au général Belhague, pour aboutir à un ensemble composé de deux blocs d'infanterie autonomes, disposant chacune de leur entrée et reliés par une galerie souterraine. C'est un petit ouvrage, qui ne peut être comparé à l'ouvrage du Hochwald, à celui du Hackenberg, ou même à celui du Mottenberg ou du Kerfent, par exemple. La Ferté n'est pas un ouvrage de la ligne Maginot telle que conçue initialement et ne répond pas aux principes de la CORF. Sa puissance de feu est limitée : des goulottes lance-grenades, des fusils mitrailleurs, des mitrailleuses, des canons antichar de 25 mm et un canon antichar de 47 mm, soit des armes de petits calibres de portée inférieure à 1 800 mètres. La chambre de tir du bloc 1 croise certes ses feux avec la casemate de Margut pour défendre la vallée de la Chiers. Mais les possibilités de feu vers l'arrière sont particulièrement limitées et seule la tourelle AM peut intervenir dans toutes les directions avec cependant un masque causé par la cloche GFM du même bloc. Les feux réciproques des deux casemates sont également limités, un seul créneau de la cloche GFM du bloc 1 couvrant partiellement le bloc 2. Les deux blocs ne peuvent pas vraiment se couvrir mutuellement et sont dépendants de l'appui de l'ouvrage du Chesnois. Les cloches du bloc 2 ainsi que la tourelle en position haute sont bien visibles au sommet de la colline et donc vulnérables aux tirs directs.

### Aménagements ultérieurs
Dans le projet initial, un ouvrage mixte (d'infanterie et d'artillerie) devait être construit à Vaux-lès-Mouzon, entre Carignan et Mouzon, couvrant ainsi les arrières de l'ouvrage de La Ferté. Pour des raisons budgétaires, cette construction est abandonnée, laissant le soin de la défense des abords aux troupes d'intervalles. Le « petit ouvrage de La Ferté » devient, ainsi, le dernier maillon de l'extrémité nord de la ligne Maginot, pour la partie dite continue de cette ligne Maginot. Par rapport à une telle position, sa puissance de feu est relativement réduite. Par ailleurs, l'ouvrage ne possède aucune arme à tir courbe. Les mortiers de 50 mm adaptables aux rotules des cloches et aux créneaux de fusils mitrailleurs n'avaient pas été installés à cause de l'absence de leurs supports. Ces armes auraient permis de battre la route de La Ferté à Villy traversant la colline dans une tranchée profonde. La géographie du terrain permet en effet l'approche des troupes ennemies jusqu'au réseau de barbelés situé à soixante-dix mètres.
En raison de l'absence d'artillerie, la position est cependant renforcée par la construction de deux casemates, Villy-Ouest et Villy-Est, munies chacune d'un canon de 75 mm bi-flèche. Mais leurs équipages sont indépendants, non reliés par galerie et placés sous un commandement différent.
Le 18 octobre 1939, le projecteur extérieur est installé dans une niche bétonnée. Les essais ont lieu le 23 octobre. Et à partir de l'hiver 1939, le village de Villy devient un solide point d'appui pour l'ouvrage. Les caves de douze maisons sont transformées en blockhaus. Le tout est complété par un réseau de fils de fer barbelés qui entoure tout le village. Un réseau de rails (plantés verticalement pour bloquer le passage de véhicules) rejoint l'ouvrage.
Durant cette même période de l'automne et de l'hiver 1939-1940, les troupes françaises sont occupées, dans le secteur défensif des Ardennes, autour de Sedan notamment, à construire de petits blocs bétonnés. La densité moyenne de blockhaus passe de 2,5 à 5 au kilomètre. Mais s'ils permettent peut-être aux troupes de sécher leur linge à défaut de le pendre sur la ligne Siegfried, la valeur technique de ces petits édifices, ou « maison fortes », est médiocre et ces travaux ne suffisent pas à combler les faiblesses des défenses sur le flanc gauche du petit ouvrage de La Ferté et du secteur fortifié de Montmédy.

### Inspection de mars 1940
Voici un extrait du rapport de Pierre Taittinger (rapporteur de la Commission de la Défense nationale) à la Chambre des députés, à la suite de sa visite effectuée sur le terrain au début de mars 1940 :

« […] L'organisation défensive dans la région de Montmédy apparaît redoutable. Il y a là des ouvrages de construction ancienne (1935) doublés par des ouvrages de confection récente, véritable prolongement de la ligne Maginot du type "Lorraine".
Mais l'impression satisfaisante cesse à l'arrivée à Sedan. Dans cette région, on compte beaucoup plus sur la forêt des Ardennes et sur la Meuse pour protéger Sedan, donnant peut-être à ces obstacles naturels une importance exagérée. Les organisations défensives sont dans ce secteur rudimentaires, pour ne pas dire embryonnaires. Sur la route venant de Bouillon, en Belgique, à Sedan, comme sur les autres points d'accès, la défense consiste en « maison fortes » dont la résistance ne serait que de courte durée. Les réseaux de fils de fer qui ont été placés, les destructions envisagées et la résistance des maisons fortes, ne peuvent pas procurer un temps d'arrêt supérieur à une heure. Ce laps de temps serait tout juste suffisant pour donner l'alerte en cas d'attaque inattendue... Nos ennemis, évitant le point solide de Montmédy, pourraient se laisser « couler » en direction de Sedan, point particulièrement faible de notre système défensif...
Les troupes préposées à la défense de ce secteur ont un moral élevé, les cavaliers des GRDI (groupe de reconnaissance de division d'infanterie) sont bien commandés mais on sent que ces éléments sont destinés à être sacrifiés sur place et que la véritable résistance aura lieu en deçà de la Meuse. Cette intention du commandement peut fort bien se défendre mais encore faudrait-il que les ouvrages de la ligne de résistance soient terminés, munis de leur armement et en état de remplir le rôle qui leur est assigné. Dans certains de ces ouvrages, seul le coffrage est terminé et le béton n'est même pas coulé. Dans d'autres, il manque les créneaux, portes de fer, le matériel anti-gaz, une partie de l'armement.
On tremble rétrospectivement en envisageant ce qu'aurait été une attaque allemande dans ce secteur… »

Ces observations sont rejetées par le général Huntziger, le commandant de la 2e armée, responsable du secteur fortifié de Montmédy. Les Allemands, de leur côté, connaissent, grâce à des reconnaissances aériennes, les points faibles du secteur fortifié. Ces renseignements les confortent dans leur décision d'attaquer entre Monthermé, Sedan et Carignan.

### Percée de Sedan
Le 10 mai 1940, au matin, les Allemands attaquent la Belgique, le Luxembourg et les Pays-Bas. Conformément au plan Dyle-Bréda, les troupes françaises et britanniques opèrent un vaste mouvement de pivot vers l'est pour arrêter l'ennemi en Belgique et les divisions de cavalerie légère franchissent la frontière pour opérer leur mission d'arrêt.
Mais rien ne peut arrêter les Panzerdivisionen et, au soir du 10 mai, la zone située entre Sedan et Carignan est directement visée par leur avancée.
Le 11 mai, la cavalerie française du général Huntziger, la 2e division légère de cavalerie, qui s'était aussi avancée en Belgique et s'était heurtée aux Panzerdivisionen, se replie. La ligne des maisons fortes est abandonnée et tous les ponts sur la Chiers sont détruits peu après. Le 12 mai, les têtes de colonne allemandes atteignent la Meuse dans le secteur de Sedan.
Le 13 mai, la zone de Donchery jusqu’à Bazeilles est la cible de bombardements de l'aviation allemande, en particulier des Stukas, qui touchent le moral des troupes françaises et provoquent une profonde désorganisation. Des éléments de l'infanterie allemande traversent le fleuve. La position française ne tient que quelques heures et le 13 mai, au soir, elle est percée, 20 km au nord de l'ouvrage de la Ferté, entre Wadelincourt et Donchery. La panique s'empare des corps de troupe français dans ce secteur.
Le 14 mai, les troupes françaises occupant les secteurs plus au sud, le long de la Chiers et de la Meuse reçoivent l'ordre d'évacuer les blockhaus et leurs intervalles, abandonnant ainsi une très grande quantité d'armement et de matériel. Le général Huntziger ramène le centre de son armée plus en arrière, sur Inor. Ce décrochage prive l'ouvrage de La Ferté de troupes d'intervalles et d'artillerie.

### Siège de mai 1940
|                   | Groupes d'armées  | Armées    | Corps d'armée | Divisions | Régiments           |
| Wehrmacht         | Heeresgruppe A    | 16. Armee | VII. AK       | 71. ID    | IR 191 et IR 211    |
| Forces françaises | Groupe d'armées 1 | 2e armée  | 18e CA        | 3e DIC    | 155e RIF et 23e RIC |

Le 155e RIF appartient aux troupes de forteresses placées sous le commandement du général Burtaire. Le 23e RIC appartient à la 3e DIC placée sous le commandement du général Falvy. Cette dualité de commandement côté français est un point de fragilité. Ainsi, les casemates d'artillerie de Villy-Ouest et de Villy-Est dépendent de la 3e DIC, et le petit ouvrage de La Ferté du général Burtaire. Côté allemand, le « patron » de l'attaque est le général Karl Weisenberger, commandant la 71. ID.

#### Approche allemande
Le 15 mai, alors que les combats font rage à Stonne, la 16e armée allemande a pour mission d'élargir la brèche de la percée de Sedan vers le sud-est,. À l'aube, après une préparation d'artillerie, plusieurs unités de la 71e division allemande franchissent la Chiers, à Blagny, à 5,5 km au nord de l'ouvrage de La Ferté (appelé par les Allemands le Panzerwerk 505). Ils rencontrent dans un premier temps une faible résistance et prolongent leurs avances vers le village de Villy. La journée se conclut dans ce secteur par diverses attaques allemandes en direction de Villy et de la cote 226, entre Villy et Malandry. La défense offerte par une compagnie du 23e RIC avec trois canons de 25 mm antichar, douze mitrailleuses, seize fusils mitrailleurs, le mortier de 60 de Villy, le canon de 75 de la casemate de Villy-Ouest (800 obus tirés) et les mitrailleuses de la tourelle du bloc 2 est efficace. Les Allemands décident d'attendre des renforts et surtout l'apport de l'artillerie lourde pour passer à la véritable attaque.
La mise en place des renforts allemands a lieu durant la nuit du 15 au 16 mai. Le plan d'attaque allemand prévoit la prise de la cote 226, de la cote 311 et du village de Villy. De ces points d'appui, l'attaque de l'ouvrage de La Ferté devient possible puisqu'ils donnent directement accès aux arrières des deux blocs si mal défendus et à l'angle mort par lequel pouvaient se glisser des éléments du génie. À partir de midi, ont lieu un duel d'artillerie entre les deux camps puis, dans l'après-midi, une nouvelle attaque de la cote 226. Malgré la résistance des troupes françaises, ce point stratégique tombe sous les coups des troupes allemandes. Ces mêmes troupes allemandes subissent de nouveau un échec devant Villy. Au soir du 16 mai, le seul objectif atteint par les Allemands est donc la cote 226.
Les affrontements se poursuivent dans la journée du 17. À 19 h 30, les casemates de Villy-Ouest et de Villy-Est sont abandonnées par les troupes françaises, qui craignent d'être encerclées. À 22 h 30, les Allemands (de l'Infanterie-Regiment 211) s'emparent de la cote 311 au sud-ouest (défendue par le 23e RIC). Les défenseurs de Villy se retrouvent complètement isolés. Dans la nuit du 17 au 18 mai, le lieutenant Bourguignon demande à plusieurs reprises par radio à l'ouvrage du Chesnois de procéder à des tirs d'« épouillage » sur les dessus de l'ouvrage de La Ferté. Ces demandes successives traduisent la nervosité des défenseurs et une certaine « psychose des dessus ». Côté allemand, des troupes fraîches relèvent les troupes précédentes.
Dès le matin du 18, les assauts allemands reprennent sur le village de la Villy, précédés de pilonnage d'obus. Finalement, à 17 h, les soldats français qui défendent Villy cessent le combat et se rendent.

#### Neutralisation de l'ouvrage
Villy étant pris, les Allemands peuvent préparer l'attaque de l'ouvrage. Le général Karl Weisenberger, qui commande la 71e division allemande, ordonne que l'assaut soit lancé le plus rapidement possible, craignant qu'une contre-attaque française vienne dégager l'ouvrage. Deux compagnies d'infanterie de la Wehrmacht (des 191e et 211e régiments) et une compagnie de génie (les hommes du lieutenant Alfred Germer, du 171e bataillon de pionniers), se préparent à monter à l'assaut. Les Allemands trouvent un abri de choix dans la casemate de Villy-Ouest. Pendant ce temps, l'ouvrage de La Ferté est pris à partie par l'artillerie allemande à partir de 18 h. Les assaillants ont réuni de gros moyens d'artillerie, près de 250 canons dont quatre redoutables pièces de 88 mm qui s'en prennent aux cloches du bloc 2 en tir direct et des mortiers lourds de 210 mm,.

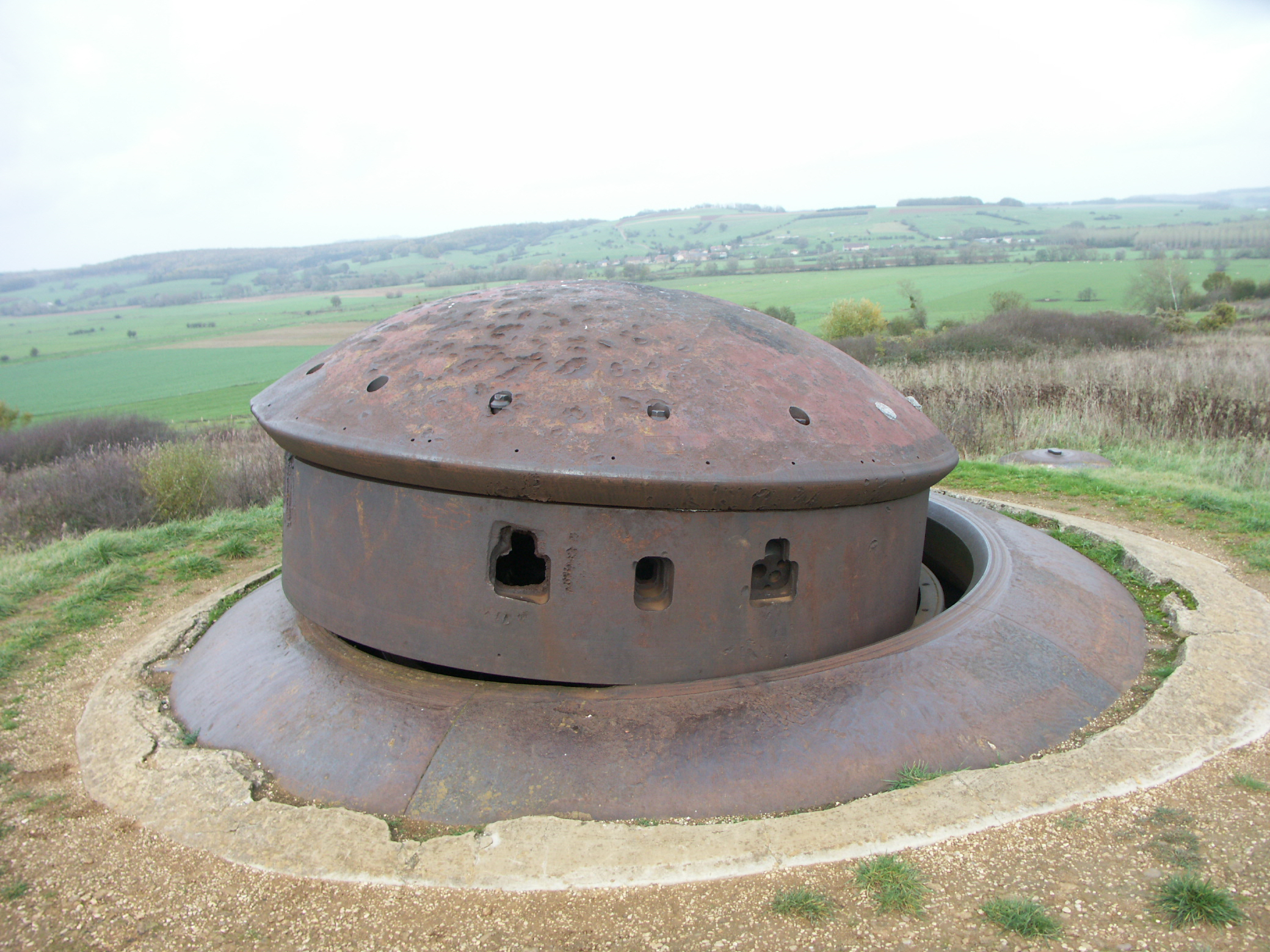
La tourelle AM à éclipse du bloc 2, arrachée à son berceau par des charges explosives.

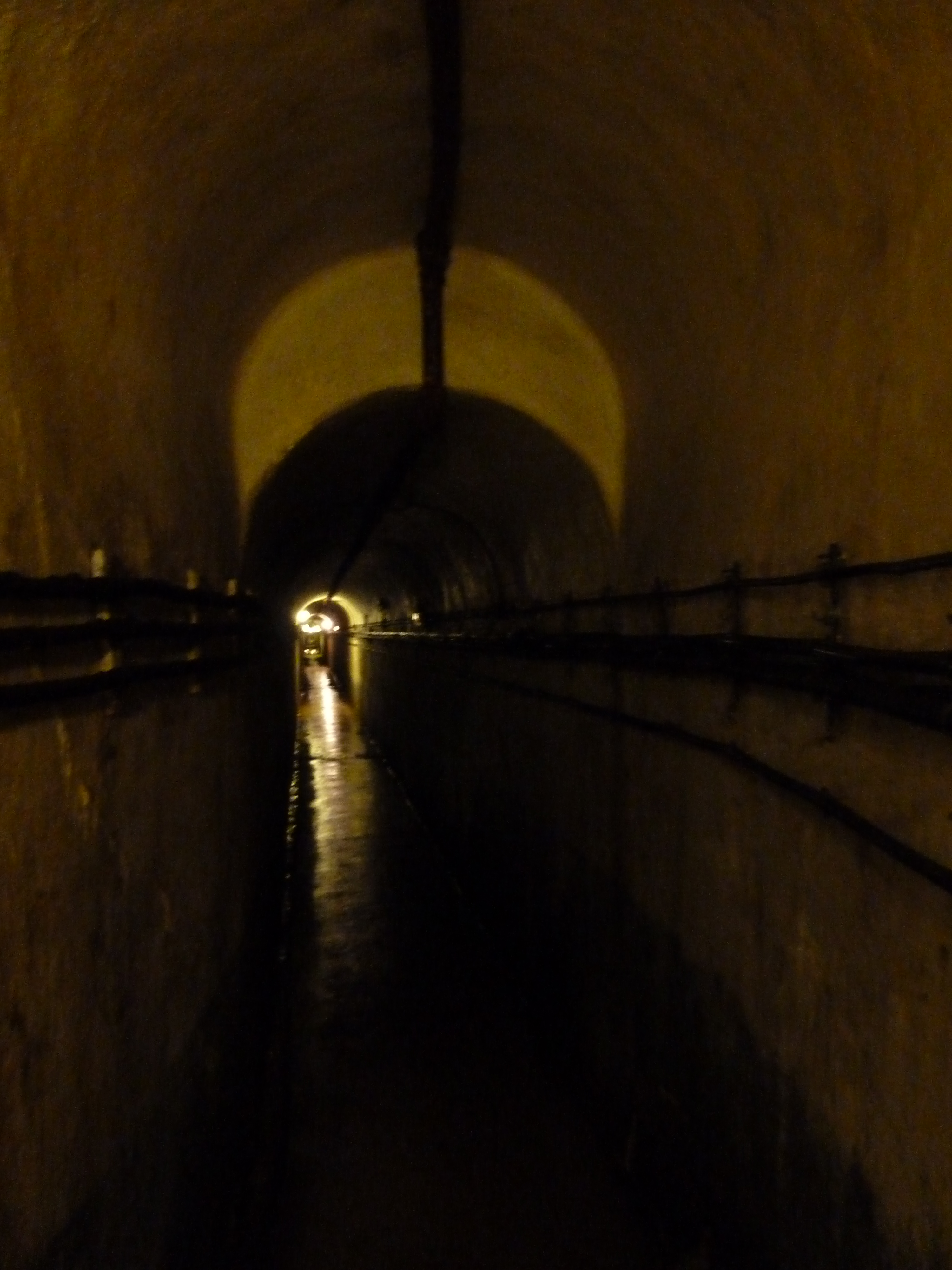
Galerie où a été retrouvée la majeure partie des corps.

Pendant cette préparation d'artillerie, le réseau de barbelés et celui de rails sont très endommagés. Un créneau de la cloche GFM du bloc 2 est touché : les trois hommes qui se trouvent là sont tués sur le coup. La tourelle AM à éclipse reste bloquée en position intermédiaire après son utilisation pour faire de l'observation : il est impossible de la redescendre. Aucun tir d'artillerie français d'« épouillage » n'est effectué à ce moment-là sur l'ouvrage malgré la présence à distance de l'infanterie allemande. Les pionniers (génie militaire allemand) attaquent à 19 h 20, aidés par la fumée et par les trous d'obus. Ils parviennent sur les dessus du bloc 2 dont les cloches sont neutralisées par des charges explosives placées contre les créneaux. Une charge très puissante est plaquée contre la muraille de la tourelle. À la suite de l'explosion, la tourelle se retrouve en porte-à-faux (état actuel) et les Allemands peuvent alors lancer des grenades et autres charges explosives à l'intérieur du bloc qui entraînent une quasi-panique chez les défenseurs. Des incendies se déclarent et les hommes gagnent les dessous, la galerie de liaison souterraine. Mais les portes formant un sas, censées isoler le bloc 2 et la galerie, ne sont pas fermées, permettant aux fumées nocives d'envahir progressivement la galerie.

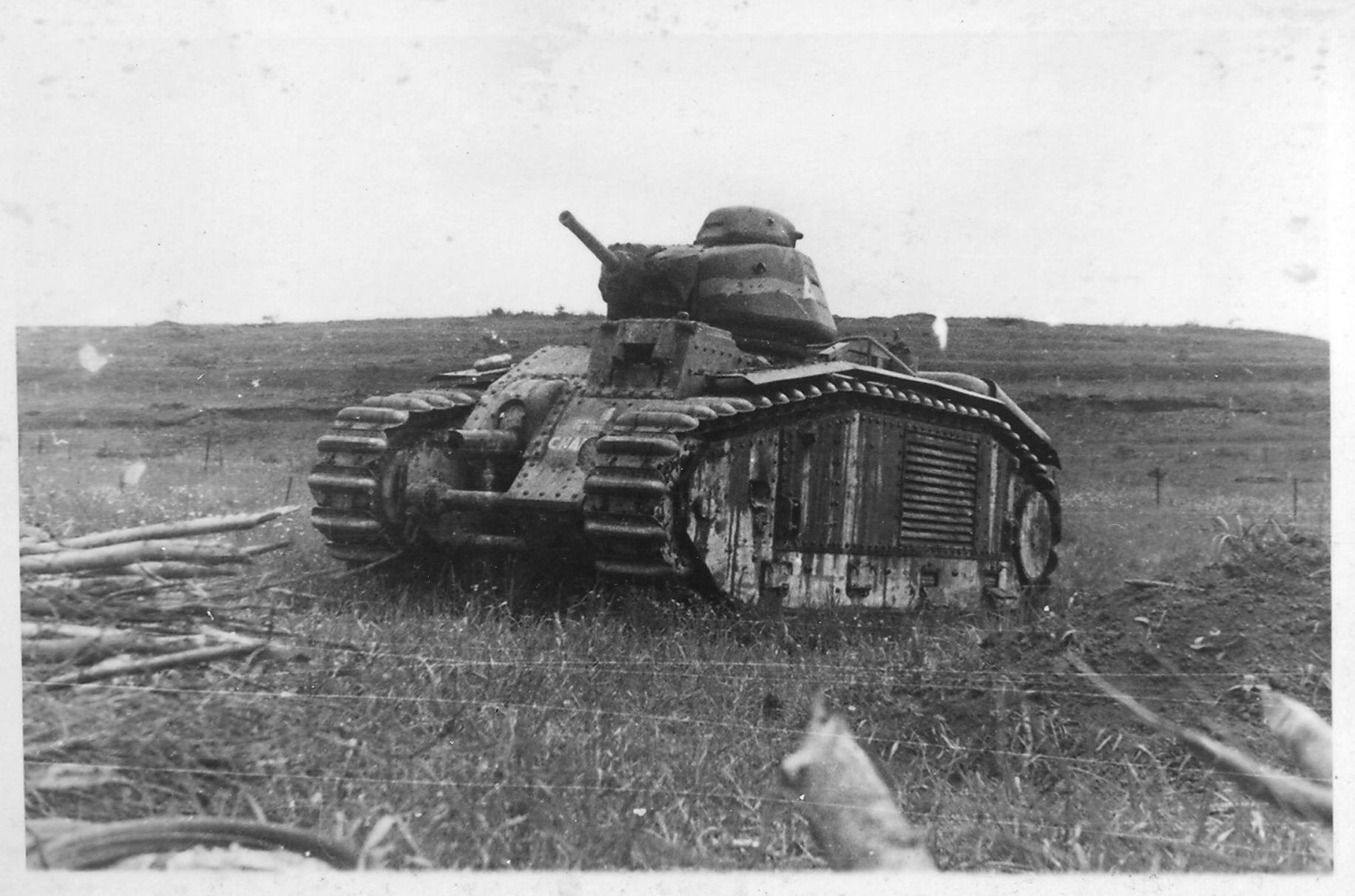
Char B1 bis de la 3e DCR perdu pendant la contre-attaque française du 18 5 1940-.

Une contre-attaque française, menée par deux bataillons de la 6e DI soutenus par dix chars lourds B1-bis de la 3e DCR, est lancée en vain depuis le bois du Ligant (à Olizy-sur-Chiers) à la suite de l'incapacité de l'infanterie de progresser. Sans succès. Le 18 mai à 22 h 30, les Allemands se lancent à l'assaut du bloc 1. Les cloches sont neutralisées. Conscient de la gravité de la situation, le lieutenant Bourguignon demande plusieurs fois à ses supérieurs à pouvoir donner l'ordre d'évacuation à son équipage. Mais ceux-ci lui imposent de continuer le combat et interdisent toute évacuation et toute capitulation tant qu'il lui reste des armements actifs. Peu à peu, les fumées dégagées par les multiples incendies se propagent dans tout l'ouvrage et les hommes doivent porter leur masque à gaz en permanence. Une grande partie de l'équipage du bloc 1 se réfugie également dans la galerie souterraine, retrouvant dans ce lieu exigu leurs camarades du bloc 2. Les cartouches de masque anti-gaz manquent progressivement et ne sont pas adaptées à la situation : faits pour protéger des gaz de combat, ypérite, phosgène, produits chlorés, ils ne peuvent rien contre le monoxyde de carbone dégagé par les incendies et la raréfaction progressive de l'oxygène. La galerie souterraine n'a pas été non plus conçue pour constituer un abri. Elle est trop étroite et sans ventilation autonome. L'asphyxie fait son œuvre sur les hommes cramponnés aux câbles téléphoniques. Le lieutenant Bourguignon gagne difficilement sa chambre et s'affale sur son bureau. Au matin du 19 mai, des fumées sont visibles au-dessus de l'ouvrage. Il n'y a plus aucun survivant à l'intérieur.

### Épilogue
Les moyens d'artillerie réunis par les Allemands pour cette attaque montrent l'importance pour eux de cette opération. Il s'agit de protéger leur flanc sud, de fixer des troupes françaises, mais aussi et surtout d'alimenter leur propagande. De la même façon que pour l'attaque réussie sur le fort belge d'Ében-Émael huit jours auparavant, la prise d'un fort de la fameuse ligne Maginot est portée aux nues par la radio allemande. Le but est de déstabiliser psychologiquement l'opinion des pays adverses et de l'apeurer. Mais l'impact militaire reste faible.
Après la chute de l'ouvrage, les Allemands cherchent à y pénétrer mais les gaz toxiques les en empêchent. Les corps des soldats français ne sont sortis qu'au début du mois de juin. C'est dans la galerie de liaison entre les deux blocs et la partie souterraine que l'on retrouve la majeure partie des corps. Ils sont enterrés dans deux fosses communes à Villy. En 1941, un cimetière provisoire est aménagé dans le village de Villy avec l'accord des autorités occupantes mais les corps de Bourguignon et de plusieurs hommes manquent à l'appel. Les dépouilles du commandant de La Ferté et de 16 de ses subordonnés sont retrouvées en 1973 derrière le bloc 2 : ils avaient été inhumés dans les entonnoirs creusés par les obus. D'autres l'avaient été dans le fossé diamant de ce même bloc, en partie comblé par le résultat des bombardements. Ces corps ont été découverts à l'occasion de travaux de déblaiement entrepris en 1990.
Les noms des 106 membres de l'équipage sont inscrits de chaque côté du monument aux morts construit en 1949. Aujourd'hui, une bonne partie de l'équipage repose dans un petit cimetière militaire aménagé au début des années 1960 face au monument commémoratif. L'ouvrage a fait l'objet d’une inscription au titre des monuments historiques le 16 mai 1980.

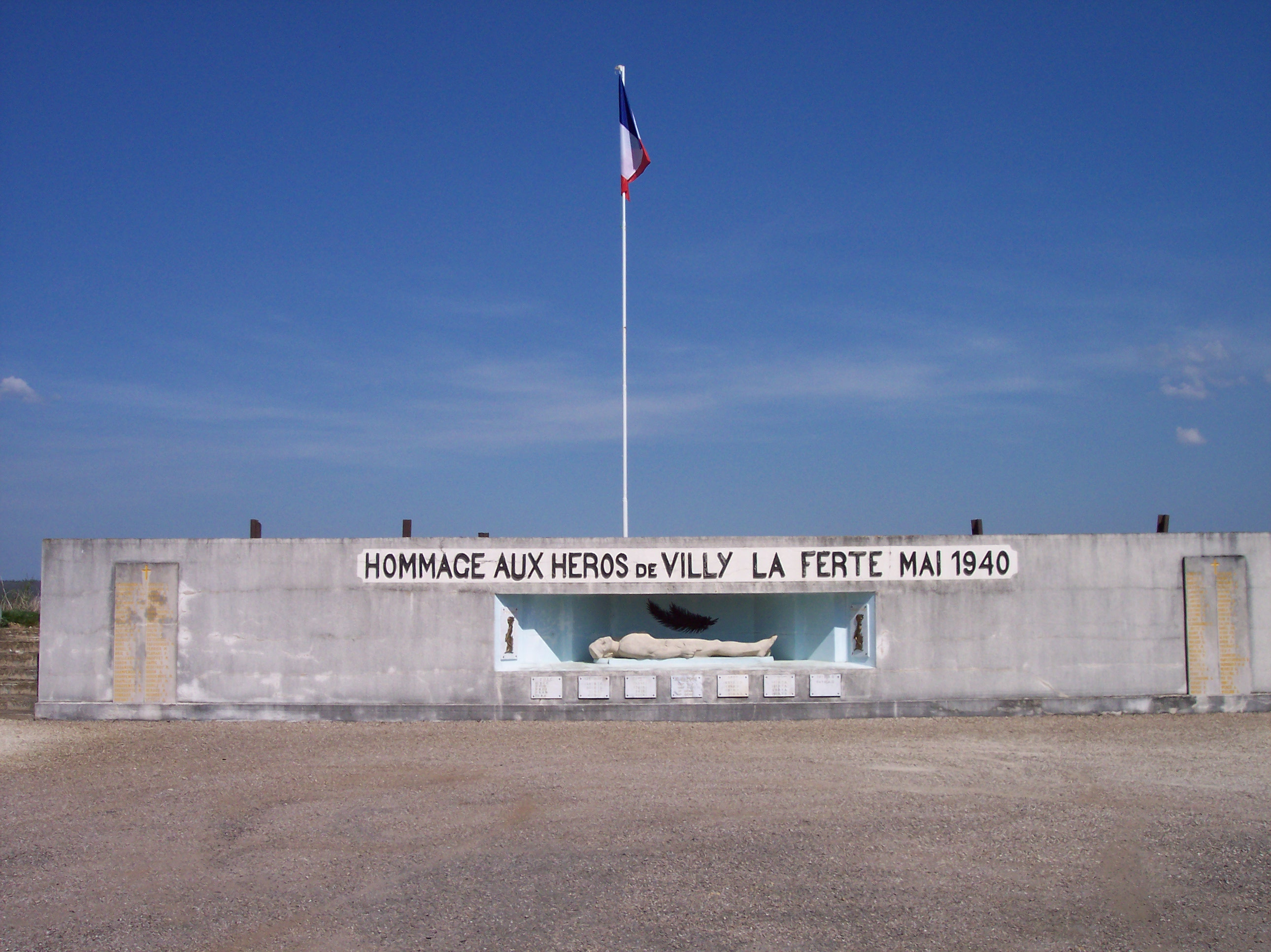
Monument aux morts de l'ouvrage de La Ferté
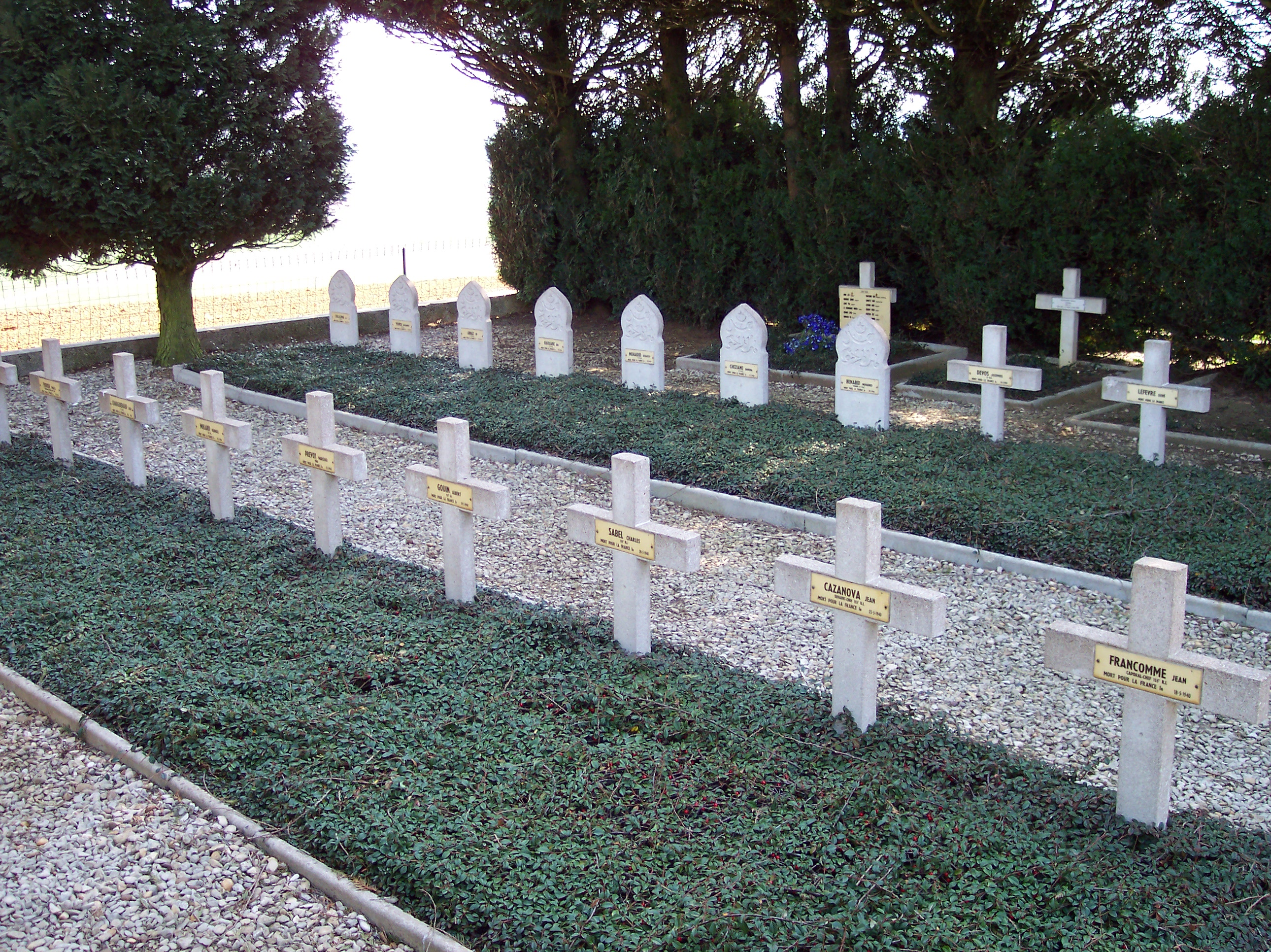
Tombes de la nécropole nationale de Villy-La Ferté
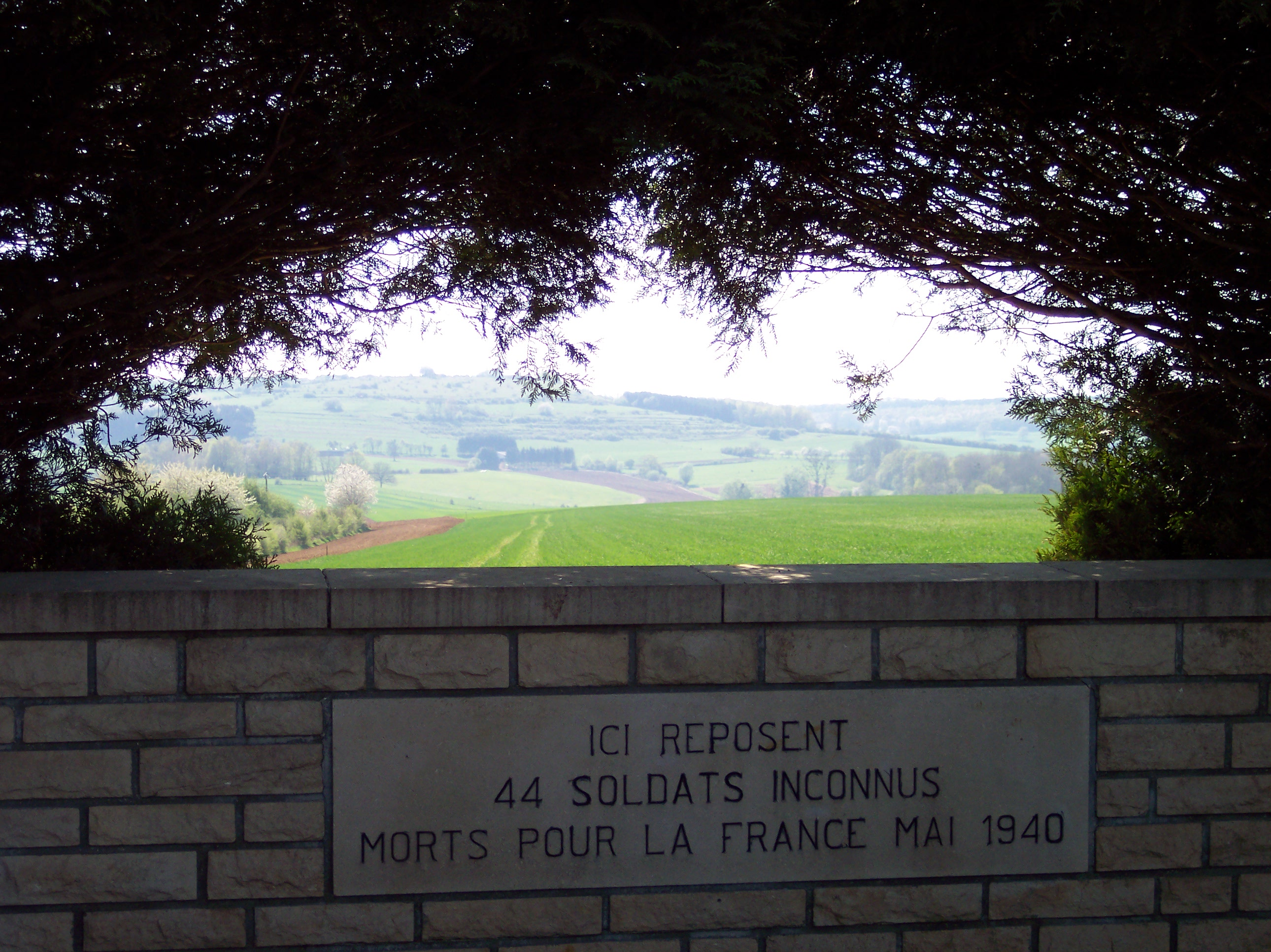
Nécropole nationale de Villy-La Ferté et paysage en arrière-plan

## État actuel
Les dessus des deux blocs gardent un aspect chaotique, avec de nombreuses traces d'entonnoirs, malgré la pelouse entourant l'ouvrage et le surmontant.

### Bloc 1

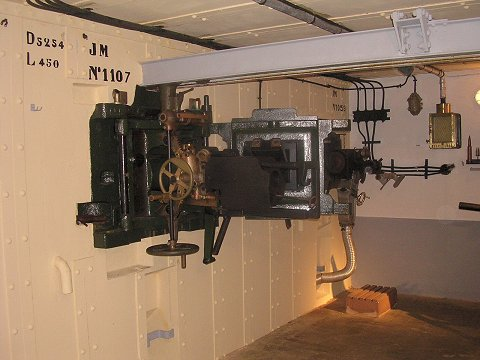
La chambre de tir du bloc 1, intacte, avec le canon antichar de 47, sur son rail, engagé dans l'embrasure du créneau. Elle est orientée dans le sens opposé à l'attaque.

La cloche GFM ouest a un créneau enfoncé par une charge explosive. La cloche GFM a, elle aussi, un créneau enfoncé par des charges et des tirs. Un créneau est enfoncé par une charge posée sur la cloche AM ouest. L'intérieur de la cloche est détruit et des traces d'explosions sont présentes sur les parois et les murs. Le trumelage de la cloche AM nord-est encore en place, mais endommagé. L'intérieur de la cloche est détruit. Les couloirs et les plafonds de l'étage supérieur sont noircis. Les portes-sas ont été soufflées par les explosions internes. La porte blindée étanche a été arrachée par une explosion, sans doute quand les Allemands ont pénétré dans l'ouvrage. En revanche, la chambre de tir de l'étage supérieur, située du côté opposé à l'attaque, est intacte.
À l'étage inférieur, les moteurs des groupes électrogènes et le local des filtres à gaz, dans la partie placée en dessous de la chambre de tir, sont intacts, ainsi que la chambre du commandant.
Rare vestige de la vie quotidienne des soldats au sein de l'ouvrage, une cuisinière Arthur Martin, de belle taille, au fioul et au charbon, subsiste en bas du bloc 1, dans le local servant de cuisine à l'entrée de la galerie souterraine.

### Bloc 2
Le corps de la tourelle AM a été arraché et repose en travers de son puits. Un créneau est enfoncé. Sur la muraille de la tourelle, on note les traces importantes de la charge explosive dont la forme et la matière se sont imprimées dans le métal. Dans la chambre de tir, gît le reste du trumelage. Il a été arraché par une charge posée. Deux créneaux sont enfoncés sur la cloche GFM. L'intérieur de la cloche est détruit, la plateforme s'est effondrée. Il y a des traces d'explosions sur les murs et le sol. Les autres murs sont noircis. Les canalisations des prises d'air ont été endommagées par les explosions au pied de la cloche GFM. Dans la chambre de repos, prévue pour 20 hommes, les châssis des lits sont tordus, particulièrement vers l'accès à la cloche GFM. Le mur entre la cloche GFM et la chambre de repos est effondré.
Au-dessus du bloc 2, les impacts de 88 mm sur la cloche GFM illustrent la puissance des tirs contre l'ouvrage 
.

### Ouverture au public
Jusqu'en 1971, l'ouvrage de La Ferté demeure propriété de l'État. Il est cédé à cette date pour un franc symbolique aux communes riveraines de La Ferté-sur-Chiers et Villy. Depuis 1973, une association dénommée « Comité du Souvenir des défenseurs de Villy-La Ferté » assure l'ouverture au public avec l'organisation de visites guidées régulières et l'entretien du site.